# John Eales
Pas d'image ? Cliquez ici

a Compétitions nationales et continentales officielles uniquement.

b Matchs officiels uniquement.
John Eales, né le 27 juin 1970 à Brisbane, est un ancien joueur international australien de rugby à XV, jouant au poste de deuxième ligne. 
John Eales est considéré comme l'un des meilleurs deuxièmes lignes de l'histoire du rugby, introduit en 2005 dans le Temple international de la renommée du rugby. Il est l'un des rares joueurs avec Tim Horan, Jason Little, Phil Kearns, Dan Crowley les sud-africains Os du Randt et François Steyn et quatorze néo-zélandais à avoir remporté deux Coupes du monde de rugby en 1991 et 1999. Il fut le capitaine qui a remporté le plus de matchs avec l'international australien. Capable de maîtriser toute la palette de jeu de son poste, il était en outre un excellent buteur (chose rare pour un avant). Toutes ces qualités lui ont valu le surnom de Nobody (« personne ») de la part de ses coéquipiers et des médias, en référence à l'assertion Nobody is perfect (« Personne est parfait »)

## Biographie

### En club
John Eales a fait ses études au Marist College Ashgrove, une université catholique de la banlieue de Brisbane. Il rentre ensuite à l'Université du Queensland où il décroche un Baccalauréat en arts avec pour spécialité la psychologie en 1991. Dans sa jeunesse, Il joue au cricket et participe aux compétitions du QCA (Queensland Cricket Association) avec l'équipe de Brisbane. De plus, il joue depuis 1989 au rugby dans le club de Brothers Old Boys qui participe au Championnat du Queensland. Depuis 1990, il est sélectionné dans les Queensland Reds représentant la province du Queensland lors de certains matchs (notamment dans le Super 10 crée en 1993, première ébauche de ce qui sera plus tard le Super 12) et qui deviendra une franchise lors du l'arrivée du professionnalisme en 1996. Il jouera de 1990 à 2001 avec les Reds remportant 3 titres de Champion en 1992, 1994 et 1995, dans ce qui était l'ancêtre (amateur) du Super Rugby. Il disputera 112 matchs avec les Reds et avec 402 points (6 essais, 66 transformations et 80 pénalités), il détient le record de l'avant qui a marqué le plus de points en Super 12.
Le 1er novembre 1995, il est invité avec les Barbarians français pour jouer contre la Nouvelle-Zélande à Toulon. Les Baa-Baas s'inclinent 19 à 34.

### En équipe nationale
John Eales commence sa carrière internationale  le 22 juillet 1991 contre le Pays de Galles. Quelques mois plus tard, il dispute en qualité de titulaire au poste de deuxième ligne la  coupe du monde de rugby en Angleterre, qu'il gagne contre les Anglais en finale sur le score de 12 à 6. En 1992, il est blessé à une épaule lors de la tournée d'automne en Irlande et au Pays de Galles contre Llanelli, blessure qui le tient éloigné des terrains pendant l'année 1993. Malgré sa crainte de ne pouvoir rejouer avec les Wallabies, il revient en forme en 1994.
En 1995, il est l'un des seuls Australiens à surnager lors de la coupe du monde de rugby en Afrique du Sud. Il supplée même Michael Lynagh contre l'équipe de Roumanie dans sa tâche de buteur. À la retraite de Linagh, il est nommé capitaine des Wallabies en 1996. Après une défaite importante lors du Tri-nations contre les Blacks, les Wallabies se reprennent et mettent fin à une série de quinze victoires des Springboks, champions du monde en titre. Cela reste un des meilleurs souvenirs de John Eales.
Après une nouvelle blessure, toute l'Australie craint de voir son capitaine manquer la coupe du monde de rugby 1999 au Pays de Galles mais il est de retour. Il y gagne avec Tim Horan sa deuxième coupe en battant en finale les Français, tombeurs des All-Blacks en demi-finale. C'est le premier fait majeur de la meilleure période du rugby australien. En 2000, ils remportent enfin leur premier Tri-nations. En 2001, pour la première fois de l'histoire, son équipe remporte la série contre les Lions. Et Eales termine sa carrière internationale en apothéose : une nouvelle victoire dans le Tri-nations obtenue lors de son dernier match victorieux contre les Blacks à Sydney.
En 2001, il reçoit le Trophée Vernon Pugh de l'International Rugby Board en hommage à sa carrière pour le développement du rugby.
Depuis le 16 novembre 2005, il appartient désormais au club britannique très fermé du Temple international de la renommée du rugby à XV lequel rassemble les plus grands noms du rugby mondial. La promotion 2005 comprend dix noms : André Boniface, Naas Botha, John Eales, Grant Fox, Martin Johnson, Ian McGeechan, Francois Pienaar, Keith Wood, Dave Gallaher et Gwyn Nicholls.

### Après la retraite
L'aura de John Eales est encore aujourd'hui très importante. Il est un des sportifs les plus aimés et respectés d'Australie. Tous les ans, il organise le « John Eales Medal dinner » qui récompense les meilleurs joueurs de rugby australiens de l'année. Depuis qu'il a pris sa retraite, John Eales dirige la « John Eales 5 », une entreprise spécialisée dans l'événementiel.

## Statistiques en équipe nationale
John Eales compte 86 sélections nationales, toutes en tant que titulaire, entre le 22 juillet 1991 contre le Pays de Galles et le 1er septembre 2001 contre les All Blacks. Il inscrit 173 points, deux essais, 31 transformations, 34 pénalités. Son nombre de 55 capitanats le place alors en deuxième position mondiale, derrière l'Anglais Will Carling qui compte 59 sélections en tant que capitaine. Son record australien est battu ensuite par George Gregan qui porte ce nombre à 59.

## Palmarès

### En club/province
- Vainqueur du Super 10 en 1994 et 1995
- Vainqueur du Super 6 en 1992

### En équipe nationale
- Vainqueur de la Coupe du monde de rugby en 1991 et 1999
- Vainqueur du Tri-nations en 2000 et 2001
- Vainqueur de la Bledisloe Cup en 1998, 2000 et 2001

### Distinctions personnelles
- Stan Pilecki Medal : 1996, 1997
- Order of Australia : 1999
- joueur australien de l'année : 1995
- joueur des Queensland Red de l'année
- Trophée Vernon Pugh 2001